# Stephanos Charalambides
Mitropolitul Stephanos, pe numele de mirean Christakis Charalambides (n. 29 aprilie 1940, Costermansville, Congo Belgian) este actualul întâistătător al Bisericii Ortodoxe Estoniene (din anul 1999), confirmat de patriarhul Constantinopolului și aflat sub jurisdicția Patriarhiei Ecumenice.

## Legături externe
- en Eesti Apostlik-Õigeusu Kirik (homepage of the Orthodox Church of Estonia)
- en Biography of Metropolitan Stephanos at the website of the Orthodox Church of Estonia